# バッド・ママ
『バッド・ママ』（Bad Moms）は、2016年にアメリカ合衆国で公開されたコメディ映画である。監督はジョン・ルーカスとスコット・ムーア、主演はミラ・クニスが務めた。
本作は日本国内において劇場公開されなかったが、ネットフリックスによる配信が行われている。

## ストーリー
若くして結婚したエイミー・ミッチェルはジェーンとディランの2人の子供を育てていたが、育児と仕事の疲労に悩まされていた。エイミーはその体型を活かしてコーヒー会社のセールスウーマンとして働いていたが、子供の弁当の用意や宿題と課外活動の面倒を見ること、PTAの事務も一手に引き受けていた。最悪なことに、PTAはグウェンドリン・ジェームズという極めて傲慢な人間によって牛耳られており、その子分格の母親たち（ステイシーやヴィッキーなど）も嫌みったらしい性格であった。そんなある日、エイミーは夫のマイクがチャットガールに鼻の下を伸ばしている姿を目撃してしまった。溜め込んでいた怒りを爆発させたエイミーは、直ちに夫を家から叩きだした。
夫を叩きだしてもストレスが解消されるわけではなかった。PTAの会合で発表されたジェームズのベーカリー企画があまりにも非現実的だったことに呆れたエイミーは、その場でPTAを離脱すると宣言した。エイミーはそのまま近くのバーへと向かった。そこで彼女はカーラとキキの2人に出会った。カーラはゆったりした性格のシングルマザーで、性にも奔放であった。キキは4人の子供を育てる専業主婦であったが、エイミーと同様にジェームズには辟易させられていた。エイミーがジェームズに公然と異を唱えたという話を耳にしたキキは大いに心を動かされるのであった。エイミーとカーラはキキの夫が高圧的な上に家事の一切を妻に押しつけているという話を聞いて憤慨した。その一方で、エイミーとキキはカーラの自由すぎる子育て観に唖然とさせられるのであった。結局、3人は一晩中飲み明かした。2人の子育て観を聞いたエイミーは、ジェーンとディランにもっと自由を認めても良いのではないかと思うに至った。エイミーは子供2人を連れてアービーズに昼食を食べに行った。ディランは「そんな暇はないよ」と言ったが、エイミーは彼を強引に連れ出した。また、エイミーは勤勉であることに執着しているジェーンをスパに連れて行った。エイミーは新しい恋人を見つけようとしたが、早婚のせいで恋愛経験が全くなかったことを痛感させられた。そんなある日、エイミーは交通事故に巻き込まれた。エイミーは衝突してきた車の運転手、ジェシーに一目惚れした。ジェシーはシングルファーザーでもあった。
親である以上、PTAと完全に縁を切るというわけにもいかないエイミーは、ベーカリー企画の商品として、店で買ったドーナッツを持っていった。自分が馬鹿にされたと感じたジェームズは怒り狂い、PTAのボスという立場を利用して、ジェーンをサッカー部から退部させた。ジェームズの卑怯さにキレたエイミーは、自らPTA会長選に立候補することにした。エイミーは他の保護者たちを招いてパーティーを開いたが、参加したのはたった一人であった。その一人から、エイミーはジェームズが敢えて同じ日の同じ時刻にパーティを開いていたことを聞かされた。しかも、そこで出される食事はマーサ・スチュワートの指導を受けたものであった。しかし、ジェームズのくどい自慢話が続いたため、他の母親たちとマーサはエイミーのパーティーに参加することとなった。
面子をつぶされたと逆恨みしたジェームズは、法律すらも無視してエイミーを追い詰めにかかるのだった。

## キャスト
※括弧内は日本語吹替
- エイミー・ミッチェル - ミラ・クニス（小松由佳）
- カーラ・ダンクラー - キャスリン・ハーン（田村聖子）
- キキ - クリスティン・ベル（園崎未恵）
- グウェンドリン・ジェームズ - クリスティナ・アップルゲイト（小島幸子）
- ステイシー - ジェイダ・ピンケット＝スミス（本田貴子）
- ヴィッキー - アニー・マモロー（英語版）（吉田麻実）
- ジェシー・ハークネス - ジェイ・ヘルナンデス
- ジェーン・ミッチェル - ウーナ・ローレンス
- ディラン・ミッチェル - エムジェイ・アンソニー
- マイク・ミッチェル - デヴィッド・ウォルトン（英語版）
- デイル・キプラー - クラーク・デューク
- エリザベス・カール医師 - ワンダ・サイクス
- ダリル・バー - ウェンデル・ピアース
- クレイグ - J・J・ワット
- テッサ - ミーガン・ファーガソン（英語版）
- キャシー - リリー・シング（英語版）
- ベジタリアンの男性 - ビリー・スローター（英語版）
- 本人役 - マーサ・スチュワート（鈴木弘子）
- ケント - ライル・ブロカト

日本語版その他：藤井啓輔、古城門志帆、杉山里穂、渡邉隼人、越後屋コースケ、綿貫竜之介、大津愛理、堀越知恵、高杉義充、仲村かおり、中林俊史、中村和正、塙英子
日本語版制作スタッフ 演出：簑浦良平、翻訳：吉田裕子、制作：JVCケンウッド・ビデオテック／Voice & Script International

## 製作
2015年4月30日、ジョン・ルーカスとスコット・ムーアが新作映画の企画を進めているとの報道があった。その映画の主役にはレスリー・マンの起用が検討されてイルとも報じられた。5月8日、パラマウント・ピクチャーズが本作の配給権を購入したと発表した。第68回カンヌ国際映画祭の会場で、本作の地域毎の配給権が販売された。6月1日、スケジュールの都合でプロデューサーのジャド・アパトーと主演のマンが降板した。10月26日、パラマウント・ピクチャーズが企画から離脱したため、STXエンターテインメントが本作の全米配給権獲得に乗り出したと報じられた。また、ミラ・クニス、クリスティナ・アップルゲイト、クリステン・ベルが本作に出演することも明かされた。2016年1月11日、ジェイダ・ピンケット＝スミスとキャスリン・ハーンの出演が決まった。17日、ウーナ・ローレンスが本作に出演するとの報道があった。
本作の主要撮影は2016年1月11日にニューオーリンズで始まり、同年3月1日に終了した。

## 公開
当初、パラマウント・ピクチャーズは本作の全米公開日を2016年4月15日に設定していた。2015年7月、パラマウントは本作を公開スケジュールから一旦引き上げた。パラマウントから全米配給権を購入したSTXエンターテインメントは本作の全米公開日を2016年8月19日としたが、後に公開日は同年7月29日に前倒しされた。

## 興行収入
本作は『ジェイソン・ボーン』と『NERVE/ナーヴ 世界で一番危険なゲーム』と同じ週に公開され、公開初週末に2500万ドル前後を稼ぎ出すと予想されていた。2016年7月29日、本作は全米3215館で封切られ、2381万ドルを稼ぎ出し、週末興行収入ランキング初登場3位となった。9月3日には全米興行収入が1億ドルを突破した。STXエンターテインメント配給の作品が全米で1億ドル以上を稼ぎ出したのは本作が初めてであった。

## 評価
映画批評集積サイトのRotten Tomatoesには146件のレビューがあり、批評家支持率は58%、平均点は10点満点で5.6点となっている。サイト側による批評家の見解の要約は「『バッド・ママ』は優れたキャストと家庭内コメディに捻りを効かせたストーリーを売りにしている。その強みを十分活かし切れていないが、それでも面白い作品ではある。」となっている。また、Metacriticには33件のレビューがあり、加重平均値は60/100となっている。なお、本作のCinemaScoreはAとなっている。

## 続編
2016年10月、インタビュー記事の中で、ルーカスとムーアは本作の続編の製作に意欲を見せた。12月23日、続編のタイトルが『A Bad Moms Christmas』に決定したとの報道があり、クニス、ベル、ハーンら主要キャストが続投することも決まった。2017年5月2日、スーザン・サランドンとクリスティーン・バランスキー、ピーター・ギャラガー、シェリル・ハインズが続編に出演することになったと報じられた。11月1日、『A Bad Moms Christmas』は全米公開された。

## スピンオフの構想
2016年10月、STXエンターテインメントは『Bad Dads』というタイトルのスピンオフ映画を2017年7月14日に全米公開すると発表した。しかし、製作に遅れが生じたため、『Bad Dads』は公開スケジュールから引き上げられることとなった。